# Транспортні потоки
Транспортний потік — це впорядкований транспортною мережею рух транспортних засобів.
Переміщення пасажирів називається пасажиропотоком, переміщення вантажів — вантажопотоком, рух пішоходів — пішохідним потоком. Режимом руху транспортних потоків, у тому числі і на перетинах міських магістралей в різних рівнях можна вважати набір параметрів, до якого можна віднести напрямок руху, інтенсивність, швидкість, щільність, а також специфічні особливості й характеристики потоків транспорту, їх взаємний вплив і перерозподіл у часі й просторі.

## Характеристика транспортних потоків
Для характеристики транспортних потоків використовуються наступні основні показники:
- інтенсивність руху,
- часовий інтервал,
- щільність руху,
- швидкість.

Транспорт ділиться на три категорії: транспорт загального користування, транспорт не загального користування і особистий або
індивідуальний транспорт.
Склад транспортного потоку характеризується співвідношенням у ньому транспортних засобів різного типу. Оцінка складу
транспортного потоку здійснюється, в основному, за відсотковим складом або частці транспортних засобів різних типів. Цей показник має значний вплив на всі параметри дорожнього руху. Разом з тим склад транспортного потоку в значній мірі відображає загальний склад парку автомобілів в даному регіоні.
Склад транспортного потоку впливає на завантаження доріг, що пояснюється, насамперед, істотною різницею в габаритних розмірах автомобілів. Якщо довжина вітчизняних легкових автомобілів 4-5 м, вантажних 6-8, то довжина автобусів досягає 11, а автопоїздів 24 м. Зчленований автобус має довжину 16,5 м.

## Інтенсивність руху
Інтенсивність руху — це кількість транспортних засобів, які проходять через січення дороги х–х протягом заданого проміжку часу.
Розрізняють питому інтенсивність руху і наведену.
- Питома інтенсивність руху — це рівень інтенсивності по одній смузі дороги.
- Наведена інтенсивність руху — це сукупність інтенсивностей руху транспортних засобів різного типу з урахуванням відповідних наведених коефіцієнтів для цих типів. Так як в змішаному потоці автомобілів транспортні засоби різного типу займають різну площу дороги і мають різні динамічні характеристики, то для порівнянності оцінок, кількість транспортних засобів певного типу призводять до легкового автомобілю за допомогою коефіцієнтів приведення.

## Характеристика параметрів
Під організацією дорожнього руху розуміють комплекс наукових, інженерних і організаційних заходів, які забезпечують необхідний рівень ефективності та безпеки транспортного і пішохідного руху.
Дорожній рух характеризується такими параметрами: — інтенсивність; — щільність; — швидкість; — склад; — затримки; — розподіл транспортного потоку по напрямках.
Різке зростання автомобілізації привело до зміни закономірності коливань інтенсивності. Коливання інтенсивності руху протягом року характеризуються коефіцієнтом річної нерівномірності.